# Töltőléc
A töltőléc ( angolul: stripper clip) olyan gyorstöltő, amely több lőszert tart (általában 5 vagy 10 darabot) együtt, hogy a lőszert gyorsan és könnyen a fegyver belső tárába lehessen helyezni.
A töltőléc a töltés meggyorsítására szolgál, nem szükséges a fegyver működtetéséhez. Angol nyelvben a stripper előtag azért áll a szó előtt, mert a lécet a nyitott zárba helyezi a lövész (általában van egy erre kialakított hely a záron), majd ujjaival nyomást gyakorol a legfelső lőszerre, becsúsztatva a többi lőszert a fegyverbe, így "vetkőzteti" le a lécet (a to strip angol kifejezés magyarul azt jelenti, levetkőztetni). A fegyvertől és a tártól függően a töltőléc többféle méretben és formában fordul elő, leggyakoribb az egyenes és a kissé hajlított préselt fém lécek - általában sárgaréz, acél (passzivált) vagy műanyag.
A töltőléceket idejétmúlt gyalogsági  forgó-tolózáras fegyvereknél alkalmazták, mint például az  orosz Moszin–Nagant, a brit Lee-Enfield, a  német Gewehr 98, és annak későbbi változata, a Karabiner 98k. A töltőlécet újabb, félautomata lőfegyvereknél is használják, példa erre a  szovjet SZKSZ, és az  egyiptomi Hakim puska.

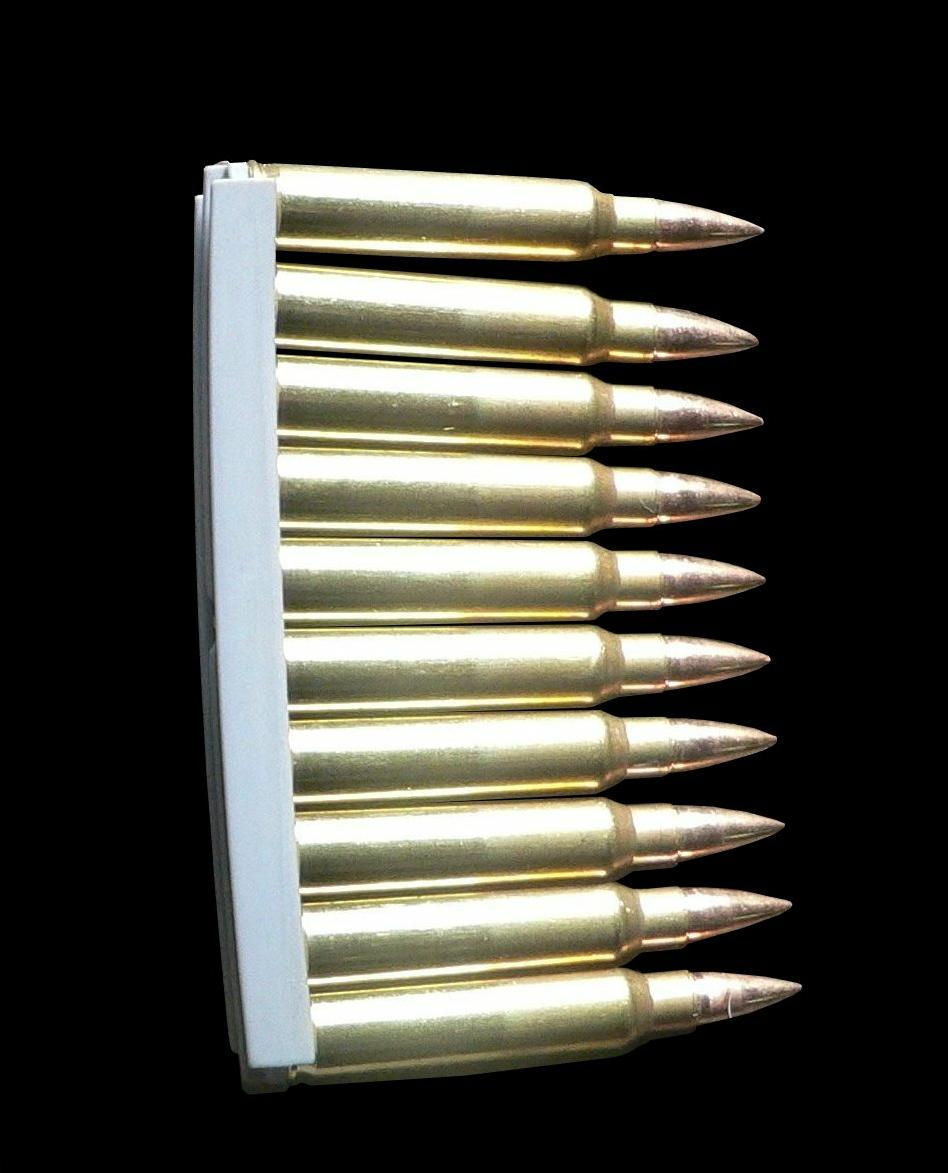
Töltőléc, rajta töltényekkel
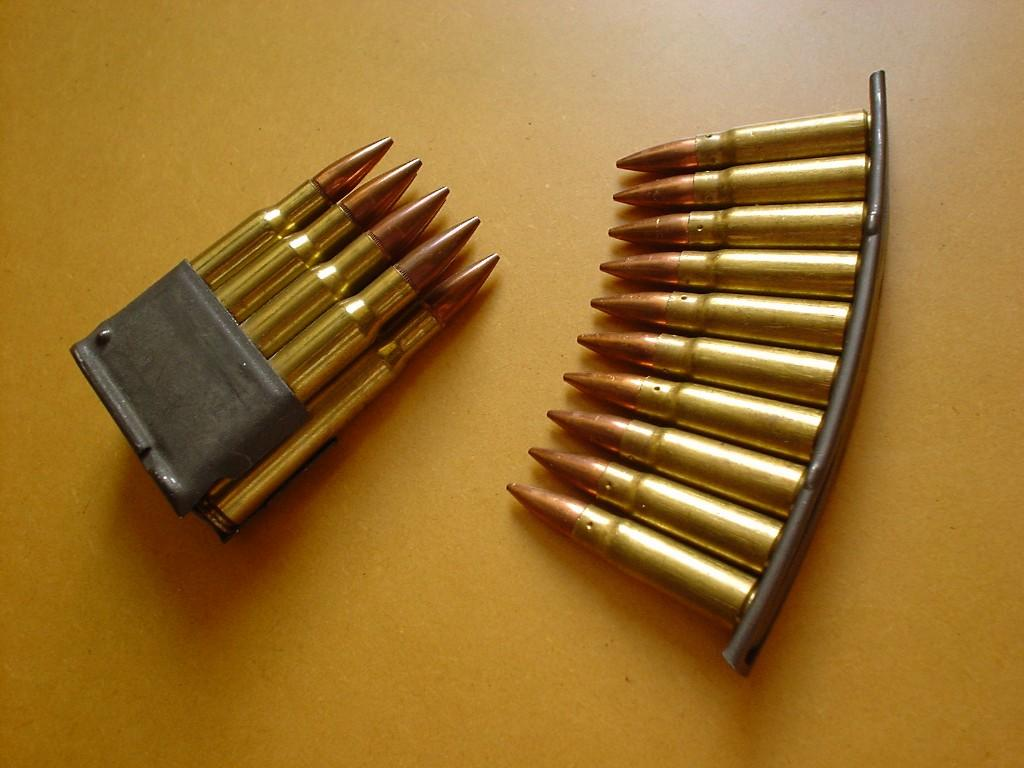
SZKSZ töltőléc és M1 Garand en bloc clip
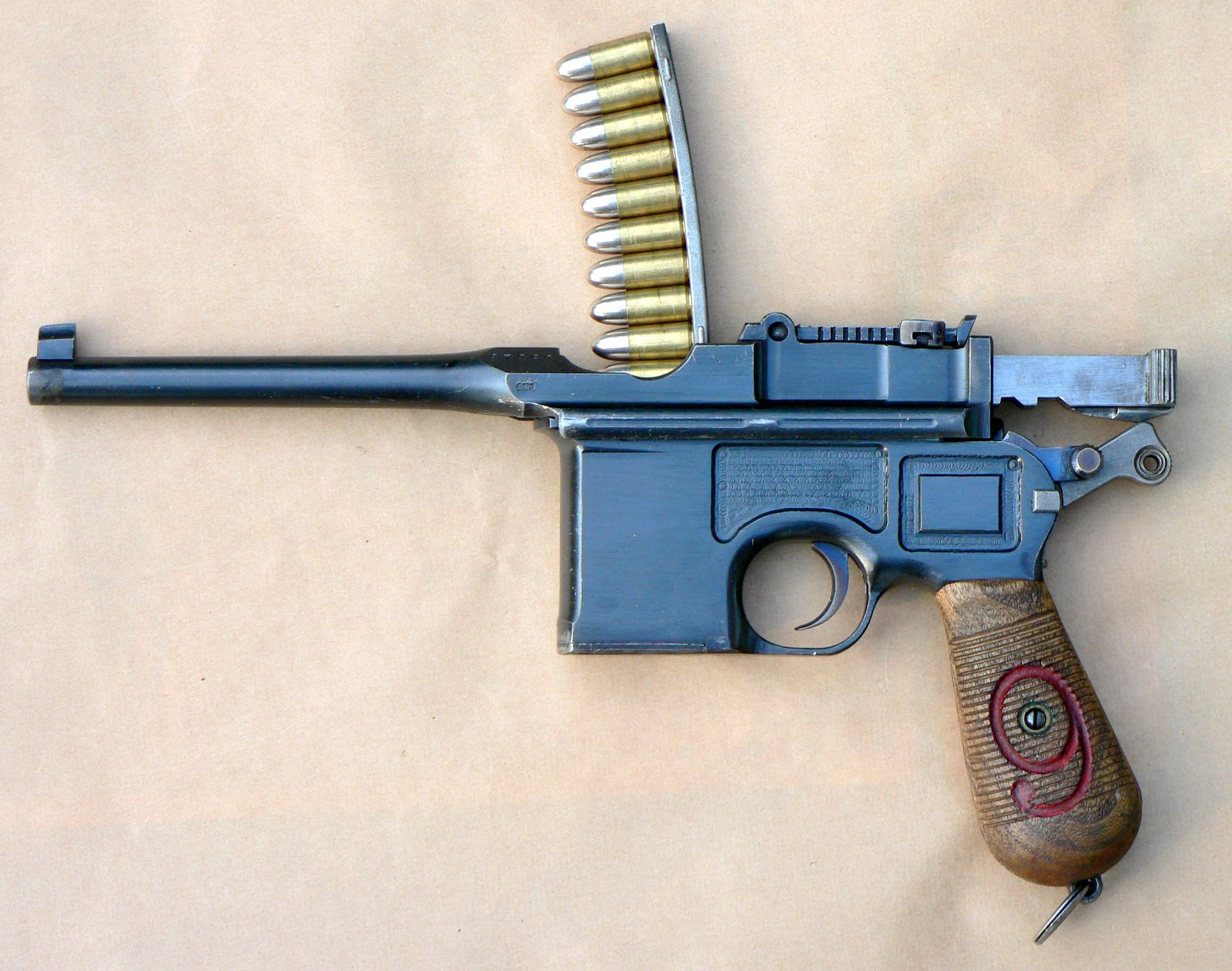
A Mauser C96 töltés közben, jól látható a fentről a zárra helyezett töltőléc

### Fordítás
Ez a szócikk részben vagy egészben  a   Stripper clip című angol Wikipédia-szócikk fordításán alapul.  Az eredeti cikk szerkesztőit annak laptörténete sorolja fel. Ez a jelzés csupán a megfogalmazás eredetét és a szerzői jogokat jelzi, nem szolgál a cikkben szereplő információk forrásmegjelöléseként.